# Listopadni gozd zmernega pasu
Listnati gozdovi se nahajajo v zmernem pasu med tropskimi gozdovi in mešanimi gozdovi. Večina Evrope, vzhodni polovici Severne Amerike, deli Japonske in Azije, so bili včasih prekriti z listnatim gozdom. Večina listnatih gozdov je sedaj izginilo zaradi požiganja in širjenja mest ter industrije.  Večina gozdov listavcev, najdemo v vzhodni Severni Ameriki nekje okoli 35-48 ° S, in Evropi in Aziji okoli 45-60 ° J. Obstaja nekaj listnatih gozdov, na južni polobli, vendar se njihove rastline in živali razlikujejo od tistih v severni listavcev gozdov.

## Sloji listnatega gozda
V listnatih gozdovih obstaja pet različnih območij oz. slojev. Prva je :
drevesni sloj: v tem sloju prevladujejo drevesa kot so: hrast, bukev, javor, kostanj , oreh, in podobno. To območje obsega višino med 60 metrov in 100 metrov.
Sloj mladik in manjših dreves: je drugi sloj. To območje je sestavljeno iz nižjih dreves in mladik.
Slog grmičevja:. Ta sloj je sestavljen predvsem iz grmičevjakot npr: Rododendroni, azaleje in gorski lovor..
Zeliščni sloj : je četrta cona.Vsebuje nizke rastline, večinoma zelišča in poganjke.
Sloj tal. Sestavljen je iz mahov in nizke praproti

## Podnebje
Povprečna temperatura je okoli 10 °C. Povprečna količina padavin je od 75-150 cm na leto. Tu lahko najdete vse štiri letne čase: zima (mraz (~0 °C)), poletje (vroče in vlažno (~20°)), jesen (sveže, vetrovno), in spomladi (toplo, vetrovno). Večina listopadnih gozdov se nahaja ob oceanu ali morjih, katera so poleg vetra glavni vzrog za takšne razlike v temperaturi in podnebnih razmerah. Zaradi mrzlih zim drevesa odvržejo liste – po tem tudi ime listopadni. Jeseni raznobarvni listi – rdeči, rumeni, oranžni...

## Prst
Prst je zelo rodovitna zaradi veliko humusa in drugih organskih odpadkov (listje...). Dejstvo je, so nekateri izmed velikih in uspešnih kmetijskih regij je v tem biomu. To je eden od razlogov, da ni več veliko originalnih listnatih gozdov na svetu. V Evropi obstaja le še nekaj vrst prvotnih listavcev. Večina gozdov so bili požgani ali posekani za kmetijske površine. 

## Živalstvo
Obstaja veliko vrst živali v listnati gozd od sesalcev, kot so jeleni,medvedi, do žuželk, kot so komarji, mušice, pajki in podobno. Mnoge živali se prehranjujejo z želodi, gozdnimi jagodami, lešniki,.... Mnoge živali so se prilagodile na življenje gozda. Nekateri od njih prezimujejo v zimskih mesecih (medved – zimsko spanje), nekatere živali pa se selijo na jug, nekatere se zatečejo v jame/zavetja dreves. mnoge živali so enake barve kot tla (oz. Listje na tleh), za preživetje izrabljajo razne gozdne jagode, drevesne plodove, nekatere rastline...
Nekaj živali, ki jih najdemo v listnatih gozdovih: jeleni, sive veverice, miši, rakuni,močeradi, kače, , žabe in veliko vrst žuželk. Žal pa zaradi krčenja gozda tudi veliko živali izgubi bivališča, nekatere vrste že izumirajo.

## Rastlinstvo
Vrste dreves, ki jih lahko najdete v teh treh regijah so listavci in tudi nekaj zimzelenih vrst. Najbolj znana drevesa, ki rastejo v tem biomu so jesen, hrast, lipa, bukev,gaber, breza in javor. Prav tako so v tem biomu divje rože, kot so npr. spominčice ali trobentice ter mah, nekatere gobe in praproti.
Pozimi drevesa odvržejo liste, drugače pa so le-ti široki in veliki.
Veliko rastlin listavcev cveti v času, ko nimajo listov, saj to povečuje učinkovitost opraševanja. Odsotnost listov izboljšuje vetrni prenos cvetnega prahu za vetrocvetke in povečuje prepoznavnost cvetja za žuželke pri ostalih. Ta strategija ni brez tveganja, saj se lahko cvetje poškoduje zaradi zmrzali. Poleg tega, pa zaradi golih vej ni toliko upora in ko piha veter se veje ne lomijo kot sicer, tako ostane več vode in hranilnih snovi v drevesu. Pred zimo rastline shranijo dušik in ogljik v obliki mineralov v korenine, spomladi pa s pomočjo njih tvorijo nove liste.